# Pete Morrison
Pete Morrison est un acteur américain, né le 8 août 1890 à Denver (Colorado) et mort le 5 février 1973 à Los Angeles (Californie). 

## Filmographie sélective

### Acteur
- 1918 : The Law's Outlaw réalisé par Clifford Smith
- 1926 : Chasing Trouble de Milburn Morante
- 1930 : Montana Moon de Malcolm St. Clair
- 1930 : La Piste des géants (The Big Trail) de Raoul Walsh
- 1931 : West of Broadway de Harry Beaumont
- 1931 : The Vanishing Legion de Ford Beebe et B. Reeves Eason